# Homoneura spinulosa
Homoneura spinulosa är en tvåvingeart som beskrevs av Saskawa 1991. Homoneura spinulosa ingår i släktet Homoneura och familjen lövflugor. Inga underarter finns listade i Catalogue of Life.